# Râul Șaroș, Mureș
Râul Șaroș (sau Pârâul Noroios) este un curs de apă, afluent al râului Mureș. 

## Hărți
- Harta Județul Harghita
- Harta Munții Hășmaș  Arhivat în 26 iunie 2008, la Wayback Machine.
- Harta Munții Giurgeu  Arhivat în 27 septembrie 2007, la Wayback Machine.